# Diasemopsis fuscapicis
Diasemopsis fuscapicis är en tvåvingeart som beskrevs av Enrico Adelelmo Brunetti 1928. Diasemopsis fuscapicis ingår i släktet Diasemopsis och familjen Diopsidae. Inga underarter finns listade i Catalogue of Life.